# Giovanni Borgi
Giovanni Borgi, noto anche con lo pseudonimo di Tata Giovanni (Roma, 18 febbraio 1732 – Roma, 28 giugno 1798), è stato un artigiano italiano.

## Biografia
Giovanni Borgi nacque a Roma di umili origini il 18 febbraio 1732, figlio di Pierantonio Borgi (originario di Zagarolo) e di Dorotea Mondei. Si sposò con una donna di nome Vacchier ed ebbe una figlia, Anna Rufina, morta diciottenne in fama di santità.
Svolse l'attività di mastro muratore e contribuì all'edificazione della Sagrestia Vaticana sotto il pontificato di papa Pio VI; fu persona analfabeta, di carattere schietto e spontaneo, di modi burberi e popolari, con una forte devozione religiosa.
Morì a Roma il 28 giugno 1798 e fu sepolto nella chiesa di San Nicola degli Incoronati, dove successivamente fu posta una lapide a suo ricordo ad opera di mons. Morichini.
Il suo nome è legato all'Ospizio di Tata Giovanni da lui fondato; tale istituto aveva lo scopo di raccogliere i ragazzi orfani ed abbandonati di Roma, detti callarelli, procurando loro un alloggio ed avviandoli all'esercizio di un'attività artigiana.